# Kamza
Kamza város Albánia középső részén, Tiranától légvonalban 6, közúton 9 kilométerre északnyugati irányban. Tirana megyén belül Kamza község székhelye, Kamza alközség központja. A 2011-es népszámlálás alapján az alközség népessége 66 841 fő. Ez az adat magában foglalja az alközség további, Kamzával egybeépült településeinek lakosságát, ezzel a népességszámmal a kamzai agglomeráció Albánia hatodik legnépesebb városkörnyéke. Az 1950-es évek óta a felsőfokú mezőgazdasági képzés albániai központja.

## Fekvése
Kamza a Lezha–Tiranai-síkság kistája, a Tiranai-sík északnyugati részén, a Tërkuza és a Tirana folyók közén fekszik 73 méteres tengerszint feletti magasságban, a Kamzai-domb (Kodra e Kamzës, 107 m) északi előterében. A településen áthalad a Tiranát Shkodrán keresztül Han i Hotittal összekötő SH1-es jelű főút.

## Története és nevezetességei
A települést 1431-ben említették először a források. A 15. század folyamán a Kruját ostromló törökök négyszer is felégették, majd a 18. században is többször elpusztult a falu. 1830 körül a Toptani család birtoka lett, akik katonai szolgálatot nyújtó embereiknek parcellázták fel a vízjárta, ezért addig csak ritkásan betelepült környéket. 1882-ben a Toptanik ötven fegyveressel helyőrséget is létesítettek Kamzában. Albánia függetlenné válásának első évfordulóján, 1913. november 28-án egy napra Kamza lett az ország „fővárosa”, amikor Refik Toptani országos ünnepséget szervezett a településen.

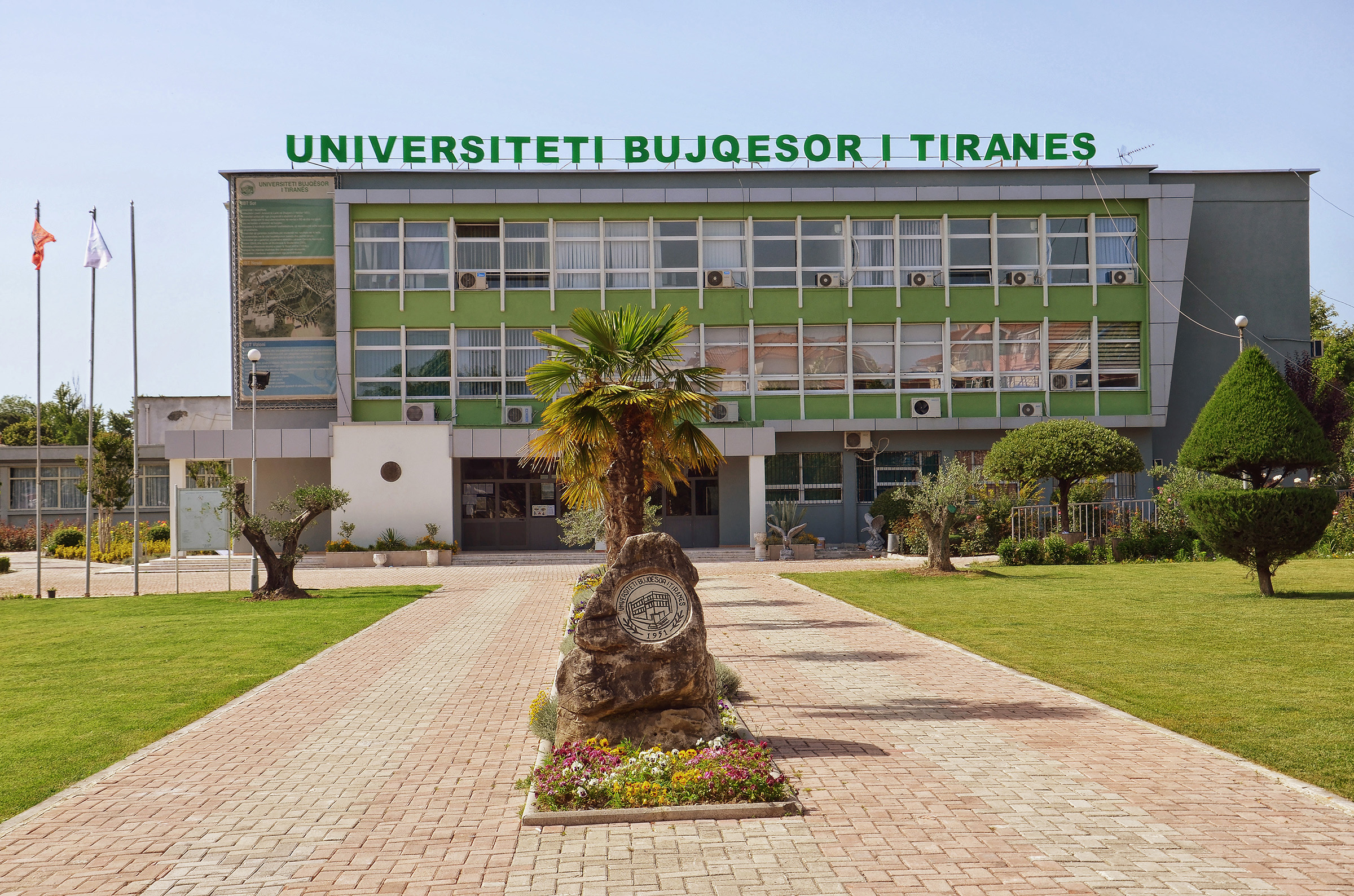
A Tiranai Mezőgazdasági Egyetem kamzai főépülete

1922-ben Parashqevi Qiriazi alapított leányiskolát Kamzában, a tanintézet azonban 1923-ban bezárt. Négy év elteltével, 1927. október 2-án újranyitotta az iskola kapuit, ezúttal kollégiumot, kórházat és mezőgazdasági kísérleti kertet is létesítettek. A közép- és felsőfokú képesítést is nyújtó tanintézetet a kormányzat 1933-ban bezáratta. 1951-ben a korábbi iskola épületeiben kezdte meg működését a Mezőgazdasági Főiskola, amely fennállása első harmincöt évében 4600 agronómusi, állatorvosi, erdészmérnöki és agrárközgazdászi képesítéssel rendelkező szakembert bocsátott útjára. Ma itt található a Tiranai Mezőgazdasági Egyetem kampusza. Az agrárképzéssel párhuzamosan a 20. század második felében Kamzában megszervezték a Vörös Csillag (Ylli i Kuq) mintagazdaságot, amely a főváros lakosságát látta el mezőgazdasági terményekkel.
Az 1991-es rendszerváltás idején Kamza még csupán Tirana agglomerációs településeinek egyike volt, lakossága 1992-ben 12 500 fő körül volt. Ezt követően azonban megindult a vidéki lakosság nagy arányú migrációja a főváros felé, 1992-ben az északról betelepülők bódévárosa épült fel Kamzában. Ezek helyét az 1996-os várossá nyilvánítás utáni időszakban tartós szerkezetű házak, lakóövezetek vették át. Két évtized alatt, 2011-re a Tiranával gyakorlatilag összeépült város lakossága ötszörösére duzzadva elérte a 66 ezer főt.